# Gerard Regnier Gerlacius van Swinderen
Gerard Regnier Gerlacius van Swinderen (Groningen, 26 juni 1804 - Neerlangbroek, 21 juni 1879) was een Friese grietman en burgemeester. Ook was hij lid van de Eerste Kamer der Staten-Generaal van Nederland.

## Leven en werk
Van Swinderen werd in 1804 in Groningen geboren als telg uit het geslacht Van Swinderen en zoon van jhr. mr. Oncko van Swinderen van Rensuma en van Quirina Jacoba Johanna Gerlacius. Jhr. van Swinderen begon zijn loopbaan bij de Marine. Van 1826 tot 1834 was hij luitenant-ter-zee. Voor zijn verrichtingen tijdens de Belgische Revolutie (het bombardement van Antwerpen) werd hij onderscheiden met de Militaire Willems-Orde. In 1835 volgde hij zijn oudste broer op als grietman van Gaasterland. Nadat deze functie in 1851 officieel werd omgezet in die van burgemeester bleef hij tot 1853 burgemeester van Gaasterland. Ook van 1857 tot 1863 vervulde hij dit burgemeesterschap. In 1849 werd hij voor Friesland gekozen tot lid van de Eerste Kamer. Deze functie vervulde hij tot zijn overlijden in 1879. Van Swinderen overleed in juni 1879, bijna 75 jaar oud, in Neerlangbroek.
Van Swinderen bezat uitgebreide landerijen, waaronder het landgoed Kippenburg bij Oudemirdum en het landgoed Huize Rijs in Rijs, waar hij lange tijd gewoond heeft. Hij trouwde op 3 maart 1834 te Rijs met Constantia Johanna barones Rengers. Zij overleed in 1859. Daarna trouwde hij op 17 december 1863 te Amsterdam met jkvr. Gabriëlle Johanna van Iddekinge. Naast het ridderschap in de Militaire Willems-Orde werd hij onderscheiden tot ridder in de Orde van de Nederlandse Leeuw. Zijn zoon Jan Hendrik Frans Karel volgde hem in 1863 op als burgemeester van Gaasterland en was lid van zowel de Tweede als van de Eerste Kamer.
- Biografisch Portaal: 10385046
- Digitale Bibliotheek voor de Nederlandse Letteren: swin015
- International Standard Name Identifier: 0000 0003 8938 8103
- Library of Congress Control Number: no2009189345
- Nederlandse Thesaurus van Auteursnamen: 310206197
- Parlement.com: vg09ll9x42tq
- Virtual International Authority File: 282777027